# (38244) 1999 PD4
1999 PD4 (asteroide 38244) é um asteroide da cintura principal. Possui uma excentricidade de 0.09664570 e uma inclinação de 5.82954º.
Este asteroide foi descoberto no dia 13 de agosto de 1999 por John Broughton em Reedy Creek.